# Pioche
Pioche je sídlo se statusem neustaveného města (unincorporated town) v okrese Lincoln County ve státě Nevada ve Spojených státech amerických. Je zároveň správním střediskem tohoto okresu. V rámci stejnojmenného území pro sčítání lidu (census-designated place) žije 933 obyvatel.
První osada zde vznikla v roce 1864 u stříbrných dolů. Po sérii indiánských nájezdů byla opuštěna, ovšem v roce 1868 byla obnovena. Městečko koupil o rok později François Pioche a to se začátkem 70. let 19. století stalo jednou z nejvýznamnějších oblastí pro těžbu stříbra v Nevadě.
Městečkem prochází silnice U.S. Route 93.